# فیل‌ها به یاد می‌آورند
فیل‌ها به یاد می‌آورند (به انگلیسی: Elephants Can Remember) رمانی جنایی اثر آگاتا کریستی است.
این کتاب که از مجموعه داستان‌های پوآرو می‌باشد در نوامبر ۱۹۷۲ در بریتانیا توسط انتشارات کولینز کرایم کلوب و در همان سال توسط انتشارات داد، مید اند کمپانی در آمریکا به چاپ رسیده است.
قیمت کتاب در بریتانیا ۱.۶۰ پوند و در آمریکا ۶.۹۵ دلار بوده‌است.
این کتاب،روایتگر آخرین حضور آریادنی اولیور و خانم لمون بود.